# آب‌انبار رهن
آب‌انبار رهن مربوط به دوره قاجار است و در شهرستان گناباد، روستای رهن واقع شده و این اثر در تاریخ ۱۳ بهمن ۱۳۸۸ با شمارهٔ ثبت ۲۹۲۸۰ به‌عنوان یکی از آثار ملی ایران به ثبت رسیده است.